# Region Południowy (Malawi)
Region Południowy – jeden z 3 regionów Malawi.

## Demografia
Według spisu powszechnego z 2018 roku populacja regionu wynosiła 7 750 629 osób.

## Podział administracyjny
Region Południowy dzieli się na 13 dystryktów:
- Balaka
- Blantyre
- Chikwawa
- Chiradzulu
- Machinga
- Mangochi
- Mulanje
- Mwanza(inne języki)
- Neno
- Nsanje
- Phalombe
- Thyolo
- Zomba